# Ammonios le Moine
Pour les articles homonymes, voir Ammonios et Ammonius d'Alexandrie.
Ammonios le Moine ou Ammonius Alexandrinus est un écrivain ecclésiastique (scriptor ecclesiasticus) en théologie vivant vers 370.
Il connaissait la Bible par cœur. Il était spécialiste de Didyme et d'Origène. Il accompagna à Rome, en 339-341, saint Athanase, évêque d'Alexandrie. Comme lui, il lutta contre les ariens. Il lui succéda en 371. Il se retira en Palestine, à Canope.

## Œuvres
- CPG 5500-5509 (fragments de commentaires bibliques)

## Sources
- Pallade de Galatie, Histoire lausiaque (vers 400), chap. 12.
- Socrate de Constantinople, Histoire ecclésiastique (Ve s.), IV, 23.

### Études
- Smith, Dictionary of Greek and Roman Biography and Mythology,  v. 1, page 146. ancientlibrary.com